# Abiskojåkka
Abiskojåkka (nordsamisk: Ábeskoeatnu) er en bjergflod i Abisko Nationalpark i det nordlige Lappland i Sverige. Den har et afvandingsområde på 544 km², hovedsagelig fjeldområder. Den øvre del af floden kaldes Kamajåkka og løber ud i søen Abiskojaure, 488 meter over havet, som floden også er opkaldt efter.
Floden løber videre ti kilometer mod nord og løber ud i søen Torneträsk i nærheden af Abisko.
Abiskojåkka har en længde på cirka 40 kilometer. Den er det største tilløb til Torneträsk og er dermed også Torne älvs største tilløb.
Højdeforskellen fra Abiskojaure til Torneträsk er 147 meter.
68°18′36″N 18°40′32″Ø / 68.31000°N 18.67556°Ø